# Joe Ghartey

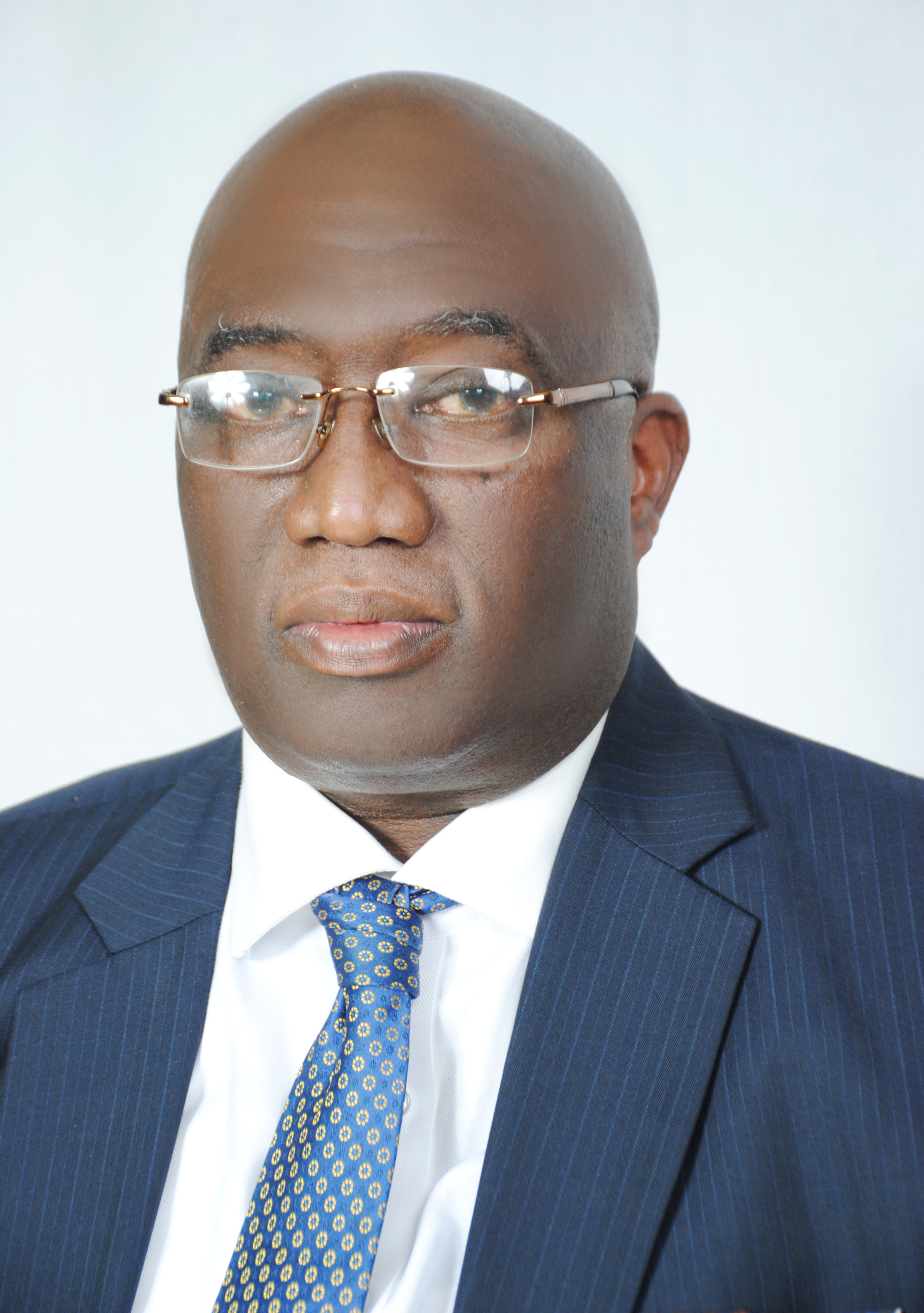
Joe Ghartey (2016)

Joe Ghartey ist ein führender Jurist und Politiker Ghanas. In der Regierung unter Präsident John Agyekum Kufuor ist Ghartey der amtierende Justizminister und Generalstaatsanwalt (Ministry of Justice and Attorney General's Department ). Er bekleidet den Ministerposten seit seiner Ernennung im April 2006 als Amtsnachfolger von Nii Ayikoi Otoo.

## Ausbildung und Karriere
Ghartey studierte Rechtswissenschaften und machte im Jahr 1980 seinen Bachelor-Abschluss. Er ist ebenfalls als Rechtsanwalt in seiner Kanzlei Ghartey, Ghartey & Co tätig. Im Wahlkreis Essikan/Ketan errang er bei den letzten Parlamentswahlen des Jahres 2004 einen Sitz im ghanaischen Parlament.
Als Generalstaatsanwalt ist er neben dem Chief Justice von Ghana verfassungsmäßiges Mitglied des Rechtsrates (Judical Council). Ghartey ist Mitglied der regierenden New Patriotic Party unter dem Vorsitz von Präsident Kufuor.

## Sonstiges
Ghartey gehört zum Volk der Sharma aus der Western Region. Er ist mit der Juristin und Partnerin seiner Anwaltskanzlei Efua Ghartey (auch: Afua Gartey) verheiratet und hat mit ihr fünf gemeinsame Kinder.